# نیو آلبانی (میسیسیپی)
نیو آلبانی (به انگلیسی: New Albany) شهری در ایالت میسیسیپی کشور ایالات متحده آمریکا است که جمعیت آن در سرشماری سال ۲۰۱۰ میلادی، ۸٬۰۳۴
نفر بوده‌است.